# Christian Vande Velde
Christian Vande Velde (pisownia nazwiska również: Vandevelde) (ur. 22 maja 1976 w Lemont (Illinois), USA) – amerykański kolarz szosowy, zawodnik profesjonalnej grupy Garmin-Sharp.
Jest synem amerykańskiego kolarza Johna Vandevelde. Christian został zawodowcem w 1998 wstępując w szeregi US Postal.
Dwukrotnie brał udział w zwycięskich dla Lance'a Armstronga Tour de France jako pomocnik. W Tour de France 1999 Vande Velde nosił nawet przez pewien czas białą koszulkę dla najlepszego kolarza do 25 roku życia. Tour de France 2001 nie udało mu się ukończyć. Christian Vande Velde przeniósł się do Liberty Seguros w 2004 i ponownie zmienił barwy na Team CSC w rok później. Zawsze jeździł w roli pomocnika, wspierając zmieniających się kapitanów drużyn, chociaż podczas 4. etapu Eneco Tour 2005 miał szanse na osobisty sukces. Wziął udział w ucieczce, która jednak została zmuszona do czekania na peleton, który skierowany został na złą trasę. Przewaga ucieczki zmniejszyła się wtedy z 6 do 4 minut na 43 kilometry przed metą.
W 2006 na Tour de France był pomocnikiem w Team CSC dla kapitanów Carlosa Sastre i Franka Schlecka. Vandevelde był najlepszym "góralem" w drużynie (nie licząc Sastre i Schlecka), doskonale więc wspierał ich w czasie jazdy w górach. Na etapie 16. "ciągnął" kolarzy na zboczach Col de la Croix de Fer, po czym Sastre i Schleck zaatakowali, aby przyprzeć lidera, Floyda Landisa. Później również pomagał kolegom z drużyny dowożąc bidony z wodą. Na etapie 17. do Morzine, znów ciągnął przez większość etapu razem z Jensem Voigtem i Matthiasem Kesslerem oraz Serhijem Honczarem z T-Mobile.
Vande Velde w sezonie 2008 jeździł dla Team Slipstream.

## Sukcesy
1999
lider klasyfikacji młodzieżowej, Cztery Dni Dunkierki
2002
etap 1. (jazda drużynowa na czas) – Dookoła Katalonii
2005
lider klasyfikacji górskiej – Eneco Tour of Benelux
2006
1. miejsce Tour de Luxembourg
24. miejsce Tour de France
3. miejsce, etap 14.
2007
2. miejsce – Tour de Georgia
2008
5. miejsce Tour de France
1. miejsce Tour of Missouri
2009
etap 4. Paryż-Nicea
8. miejsce Tour de France